# Leon Hart
College Football Hall of Fame 1973
(en) Statistiques sur pro-football-reference
Leon Joseph Hart, né le 2 novembre 1928 à Pittsburgh, en Pennsylvanie et mort le 24 septembre 2002 à South Bend, dans l'Indiana, est un joueur professionnel de football américain occupant le poste de fullback pour les Lions de Détroit en National Football League. Il remporte le trophée Heisman et le Maxwell Award à l'université de Notre Dame en 1949 et joue dans NFL pendant huit saisons, de 1950 à 1957, toutes avec les Lions.
Hart est le seul joueur de ligne à avoir remporté trois championnats nationaux de football américain universitaire et trois Championnat de la National Football League (en). Il est le dernier des deux seuls joueurs de ligne à avoir remporté le trophée Heisman. De plus, il est l'un des trois joueurs, avec Angelo Bertelli et Cam Newton, à remporter le trophée Heisman, un championnat national, et à être le premier choix général d'une draft de la NFL en une seule année.

## Jeunesse
Hart est né à Pittsburgh en 1928 et grandit à Turtle Creek, en Pennsylvanie, où il fréquente la Turtle Creek High School. Il gagne des honneurs au football américain, au basket-ball et au baseball pendant ses études secondaires.

## Carrière universitaire
Hart fréquente l'université de Notre Dame où il joue pour les Fighting Irish en attaque et en défense,, sous les ordres de l'entraîneur Frank Leahy de 1946 à 1949. Il reçoit trois fois les honneurs de l'équipe première All-America, de la Football Writers Association of America (en) (FWAA) en 1947 et, par consensus, de la sélection de la première équipe en 1948 et 1949. Au cours de ses quatre années à Notre Dame, Hart réussit 49 passes pour 701 yards et 15 touchdowns, un record universitaire à l'époque. Les Fighting Irish ont obtenu un bilan de 36 victoires et 2 défaites et ont remporté trois championnats nationaux alors que Hart y joue.
Hart commence à jouer pour Notre Dame à 17 ans en 1946,.
Il est le capitaine de l'équipe Notre Dame de 1949 qui a un bilan parfait de 10 victoires pour aucune défaite, surclasse ses adversaires 360-86, et est reconnue dans le dernier sondage Associated Press (AP) comme le champion national de 1949. À la fin de la saison 1949, Hart remporte le trophée Heisman et le Maxwell Award. Il est également élu Athlète de l'année de l'AP avec 104 points, devançant le joueur de baseball Jackie Robinson (55 points).
Hart est diplômé de Notre Dame en 1950 avec un diplôme en génie mécanique.

## Carrière professionnelle
Hart est choisi par les Lions de Détroit avec le premier choix général de la draft 1950 de la NFL (en). Il signe un contrat de trois ans avec les Lions en février 1950 pour un salaire de près de vingt mille dollars. Il joue pour les Lions de 1950 à 1957, participe à 92 matchs et est membre des équipes de Championnat de la National Football League (en) en 1952, 1953 et 1957,. Au cours de sa carrière de huit ans en NFL, Hart gagne 3 111 yards totales, réussit 174 passes pour 2 499 yards et marque trente-deux touchdowns et 192 points.

## Vie privée
En février 1950, Hart épouse Lois Newyahr, sa petite amie d'école secondaire, à l'église catholique romaine St. Colman's à Turtle Creek. Après avoir pris sa retraite du football, il vit à Birmingham, dans le Michigan. Il exploite une entreprise qui fabrique de l'équipement pour équilibrer les pneus.
Hart est intronisé au College Football Hall of Fame en 1973. Il meurt en 2002 au Joseph Medical Center à South Bend, dans l'Indiana, à l'âge de 73 ans.

## Statistiques

### NCAA
| Année  | Équipe                       | Statut | MJ |     | Courses | Courses | Courses | Courses |       | Passes réceptionnées | Passes réceptionnées | Passes réceptionnées | Passes réceptionnées |
| Année  | Équipe                       | Statut | MJ | Nb. | Yards   | Moy.    | TD      | Nb.     | Yards | Moy.                 | TD                   |                      |                      |
| 1946   | Fighting Irish de Notre-Dame | FR     | 9  | 0   | 0       | 0,0     | 0       | 5       | 107   | 21,4                 | 0                    |                      |                      |
| 1947   | Fighting Irish de Notre-Dame | SO     | 9  | 0   | 0       | 0,0     | 0       | 9       | 156   | 17,3                 | 0                    |                      |                      |
| 1948   | Fighting Irish de Notre-Dame | JR     | 10 | 4   | 39      | 9,8     | 0       | 16      | 231   | 14,4                 | 0                    |                      |                      |
| 1949   | Fighting Irish de Notre-Dame | SR     | 10 | 18  | 73      | 4,1     | 0       | 19      | 257   | 13,5                 | 5                    |                      |                      |
| Totaux | Totaux                       | Totaux | 38 | 22  | 112     | 5,1     | 0       | 49      | 751   | 15,3                 | 5                    |                      |                      |

### NFL
| Année  | Équipe           | MJ     |     | Courses | Courses | Courses | Courses |       | Passes réceptionnées | Passes réceptionnées | Passes réceptionnées | Passes réceptionnées |
| Année  | Équipe           | MJ     | Nb. | Yards   | Moy.    | TD      | Nb.     | Yards | Moy.                 | TD                   |                      |                      |
| 1950   | Lions de Détroit | 12     | 0   | 0       | 0,0     | 0       | 31      | 505   | 16,3                 | 1                    |                      |                      |
| 1951   | Lions de Détroit | 12     | 4   | -6      | -1,5    | 0       | 35      | 544   | 15,5                 | 12                   |                      |                      |
| 1952   | Lions de Détroit | 11     | 3   | 10      | 3,3     | 0       | 32      | 376   | 11,8                 | 4                    |                      |                      |
| 1953   | Lions de Détroit | 12     | 1   | 2       | 2,0     | 0       | 25      | 472   | 18,9                 | 7                    |                      |                      |
| 1954   | Lions de Détroit | 12     | 0   | 0       | 0,0     | 0       | 24      | 377   | 15,7                 | 0                    |                      |                      |
| 1955   | Lions de Détroit | 11     | 35  | 159     | 4,5     | 0       | 9       | 54    | 6,0                  | 1                    |                      |                      |
| 1956   | Lions de Détroit | 11     | 76  | 348     | 4,6     | 5       | 14      | 116   | 8,3                  | 1                    |                      |                      |
| 1957   | Lions de Détroit | 11     | 24  | 99      | 4,1     | 0       | 4       | 55    | 13,8                 | 0                    |                      |                      |
| Totaux | Totaux           | Totaux | 143 | 612     | 4,3     | 5       | 174     | 2 499 | 14,4                 | 26                   |                      |                      |

| Année  | Équipe           | MJ     |     | Courses | Courses | Courses | Courses |       | Passes réceptionnées | Passes réceptionnées | Passes réceptionnées | Passes réceptionnées |
| Année  | Équipe           | MJ     | Nb. | Yards   | Moy.    | TD      | Nb.     | Yards | Moy.                 | TD                   |                      |                      |
| 1952   | Lions de Détroit | 2      | 0   | 0       | 0,0     | 0       | 6       | 101   | 16,8                 | 1                    |                      |                      |
| 1953   | Lions de Détroit | 1      | 0   | 0       | 0,0     | 0       | 0       | 0     | 0,0                  | 0                    |                      |                      |
| 1954   | Lions de Détroit | 1      | 0   | 0       | 0,0     | 0       | 1       | 19    | 19,0                 | 0                    |                      |                      |
| 1957   | Lions de Détroit | 2      | 0   | 0       | 0,0     | 0       | 0       | 0     | 0,0                  | 0                    |                      |                      |
| Totaux | Totaux           | Totaux | 0   | 0       | 0,0     | 0       | 7       | 120   | 17,1                 | 1                    |                      |                      |